# 번지 점프를 하다
《번지 점프를 하다》는 2001년에 개봉한 대한민국의 멜로 영화이다. 김대승의 감독 데뷔작이다.

## 줄거리
1983년 여름. 소극적인 국문학과 대학생 서인우는, 비 오는 날 우연히 우산 속으로 뛰어들어와 만나게 된 인태희에게 첫눈에 반한다. 인우는 그날로 태희를 찾아 주위를 멤돈다. 그녀의 학과인 조소과에 무작정 찾아가서 수업을 듣거나, 엠티에 끼어들기까지 한다. 엠티에서 태희는 인우를 알아보았고, 둘의 만남을 특별하게 여기고 싶어 지금까지 아는 척하지 않았다고 한다. 두 사람은 해변에서 함께 왈츠를 춘다.
인우는 헌신적으로 태희와 연애한다. 태희가 자신의 얼굴이 그려진 라이터를 선물하자, 그를 위해 피우지도 못하는 담배를 피운다고 거짓말하기도 한다. 비 오던 어느 날 다툼과 화해 끝에 둘은 허름한 여관에서 잠자리를 가진다. 학기가 끝나고 인우가 군 입대를 하게 되자 태희는 용산역에서 배웅을 해주겠다고 한다. 하지만 약속한 날 인우가 아무리 기다려도 태희는 오지 않는다.
17년이 지난 2000년의 봄. 인우는 다른 여자와 결혼한 뒤 고등학교 국어교사가 된다. 인우는 제자인 남학생 임현빈에게 호감을 품게 되고, 현빈도 인우를 잘 따른다. 그러나 인우의 현빈에 대한 호감은 어째선지 조금씩 애정으로 변해간다. 특히 인우는 현빈에게서 태희의 흔적을 조금씩 발견하기 시작한다. 현빈은 그림을 잘 그렸고, 태희와 추었던 왈츠 음악을 휴대폰 벨소리로 지정했으며, 태희의 말버릇과 습관을 지니고 있었다. 무엇보다 우연히 태희의 라이터를 손에 넣어 가지고 다녔다.
인우는 자신이 동성애자가 아닌지 고민에 빠지는 한편, 현빈에 대한 집착도 점점 심해진다. 현빈을 애절하게 바라보며 신체접촉을 하고, 현빈이 사귀는 여자친구를 모질게 대한다. 이윽고 둘이 동성 연인이라는 소문이 파다하게 퍼진다. 현빈은 애써 인우를 옹호하다가, 같은 반 학생들과 주먹다짐을 벌인다. 인우는 교정에서 현빈에게 매를 때린다. 사건 후 둘의 사이는 냉각된다. 마침내 인우를 고발하는 대자보가 붙고 학생들은 인우의 수업을 거부한다. 인우는 교직을 해고당한다.
집을 나온 인우는 용산역으로 간다. 그 무렵 현빈은 라이터를 만지작거리다, 태희의 기억이 되살아난다. 태희는 인우를 배웅하러 가던 중 불의의 교통사고를 당해 죽었고, 남자인 현빈으로 환생한 것이었다. 현빈은 역으로 달려가서 인우와 재회한다. 사랑을 재확인한 둘은 이후 태희의 꿈이었던 '뉴질랜드의 절벽에서 번지 점프하기'를 따라, 함께 절벽에서 뛰어 내린다.

## 출연진

### 주요 인물
- 이병헌 - 서인우 역
- 이은주 - 인태희 역
- 여현수 - 임현빈 역
- 홍수현 - 어혜주 역
- 전미선 - 인우의 아내 역

### 특별출연
- 김갑수 - 조소과 교수 역
- 이범수 - 인우의 친구 이대근 역
- 오지혜 - 임시 국어교사 역

### 그밖의 인물
| - 김정학 - 인우의 친구 차기석 역 - 이지용 - 곽윤정 역 - 장석원 - 조재일 역 - 김준호 - 신영호 역 | - 남궁민 - 김성철 역 - 방진의 - 김현경 역 - 김원 - 민욱기 역 - 김민재 - 김민재 역 | - 이수용 - 2-5반장 역 - 유태욱 - 이봉걸 역 - 임재근 - 김진태 역 - 김태훈 - 김태훈 역 |

### 단역
| - 오정선 - 여학생 1 역 - 신은선 - 여학생 2 역 - 안소진 - 여학생 3 역 - 김지영 - 조소과 여학생 1 역 - 황현인 - 조소과 여학생 2 역 - 권태찬 - 조소과 남학생 역 - 기주봉 - 학생주임 역 - 박철민 - 체육교사 역 - 김정영 - 영어교사 역 - 이석구 - 슈퍼마켓 주인 역 - 홍미진 - 정신과 여의사 역 - 서지희 - 국문과 교수 역 | - 김철용 - 국문과 대표 역 - 우돈기 - 퀵서비스 역 - 황현주 - 꽃가게 주인 역 - 신재현 - 열반 학생 역 - 주정한 - 학교 수위 역 - 최낙권 - 다방 DJ 역 - 김윤오 - 여관 주인 역 - 진교창 - 트럭 운전수 역 - 강경희 - 사환학생 역 - 장윤정 - 간호사 역 - 이소미 - 아역 배우 역 | - 2-5 남자 학생들 박준형, 최정훈, 인용남, 정대성, 박기운, 정우진, 금종준, 어윤성, 이지웅, 강길찬, 박길용, 조준모, 김용호, 박상언, 박찬현, 고규필, 한선배, 김성현, 신재현, 최병준, 임성주, 이희성, 이덕화, 정영훈, 김준영, 이충현, 강대국, 박혜승, 최영준, 이원근 - 2-6 여자 학생들 박은희, 최해리, 노영래, 이종후, 송정란, 장기일, 조선미, 서수진, 변정현, 강승연, 이민주, 이예진, 이선영, 양혜경, 고지선, 강단비, 김정숙, 김진주(1), 김진주(2) |

## 기타
- 2001년 독일 함부르크 영화제의 장편 데뷔작 경쟁 부문에서 관객상을 수상했다.

## 관련 기사
- 백은하 (2001년 2월 15일). “그대와 함께 왈츠를, <번지점프를 하다>의 이병헌, 이은주”. 씨네21. 2015년 6월 26일에 확인함.
- “<번지점프를 하다> 관객상 수상”. 씨네21 (연합뉴스 인용). 2001년 10월 5일. 2015년 6월 26일에 확인함.